# Ostróżek

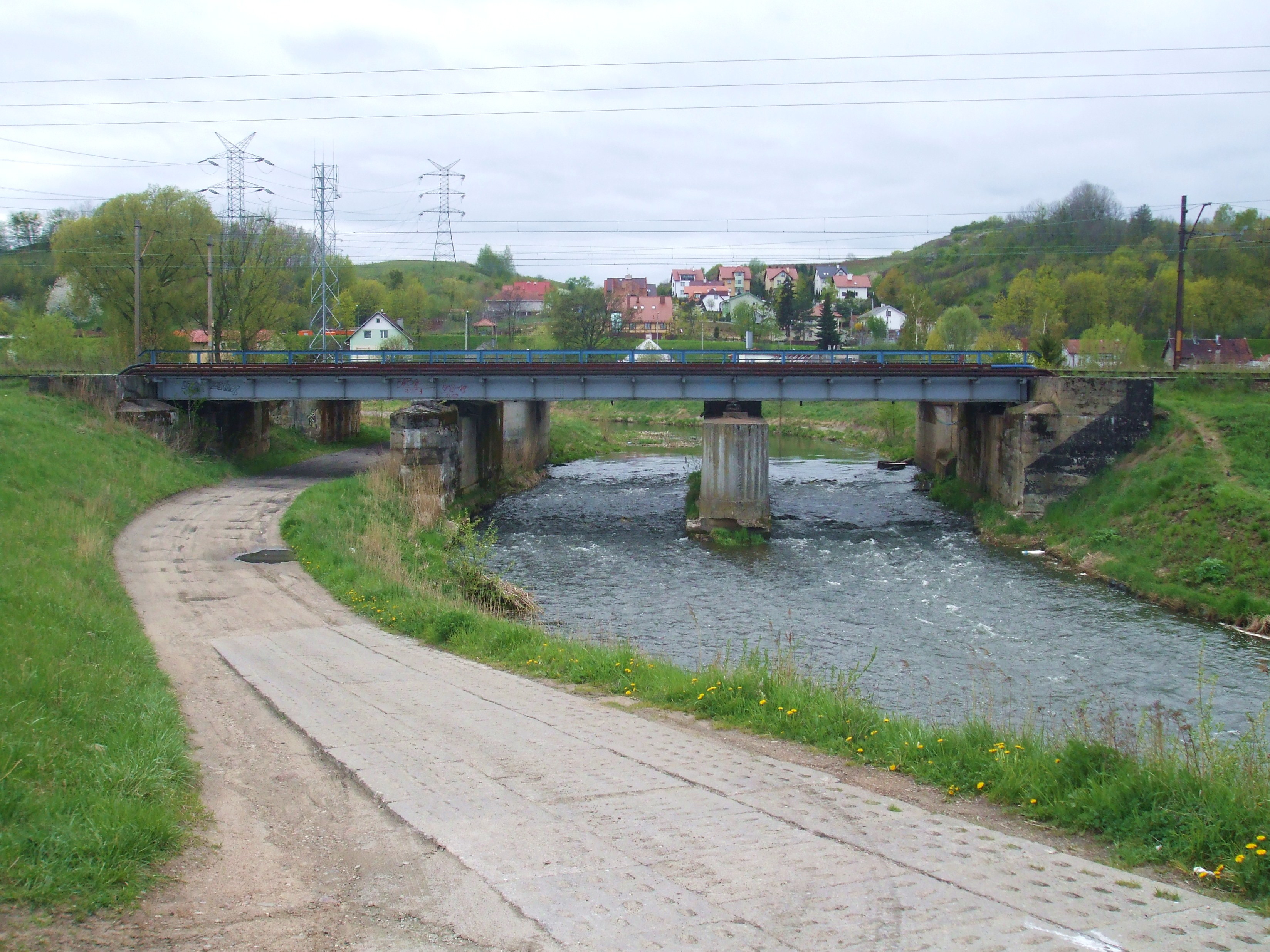
Ostróżek: linia kolejowa nr 9 i Radunia

Ostróżek (niem. Scharfenort-Kemnade) – osiedle w Gdańsku o charakterze ogrodniczo-rolniczym, w dzielnicy Orunia-Św. Wojciech-Lipce, położone nad Radunią.
Wieś należąca do Gdańskiej Wyżyny terytorium miasta Gdańska położona była w drugiej połowie XVI wieku w województwie pomorskim. Ostróżek został przyłączony w granice administracyjne miasta 15 stycznia 1954. Należy do okręgu historycznego Niziny.

## Transport i komunikacja
Przez Ostróżek przebiegają droga krajowa nr 91 i linia kolejowa nr 9, na trasie której znajduje się w sąsiednich Lipcach przystanek osobowy Gdańsk Lipce. W Ostróżku odbiegają od niej tory linii kolejowej z Pruszcza Gdańskiego do portu morskiego w Gdańsku. 